# Lara Vadlau
Lara Vadlau, née le 29 mars 1994 à Feldbach, est une marin autrichienne qui participe notamment à l'épreuve de voile des Jeux olympiques en 2012 et en 2016.

## Palmarès
En 470, elle se classe 20e aux Jeux olympiques de 2012 puis 9e à ceux de 2016. Elle est également championne du monde de la discipline en 2014 et 2015 et championne d'Europe en 2014 et 2016.